# Robert B. Woodward
Robert Burns Woodward (* 10. April 1917 in Boston, Massachusetts, USA; † 8. Juli 1979 in Cambridge, Mass.) war ein US-amerikanischer Chemiker (Organische Chemie). Im Jahr 1965 wurde er mit dem Nobelpreis für Chemie ausgezeichnet. 

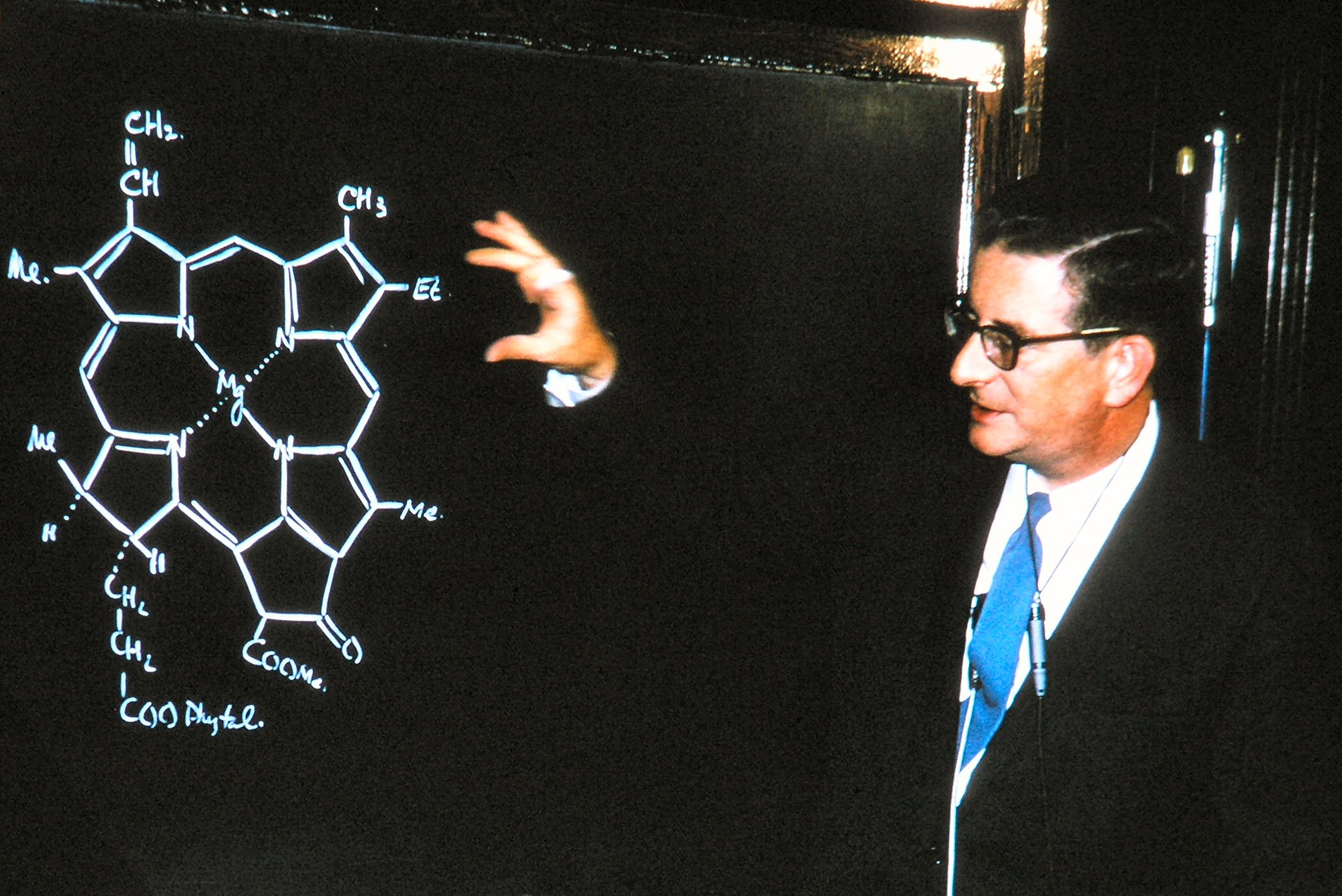
Robert B. Woodward, Cambridge (Mass) 1965

## Leben
Woodward wurde 1917 in Boston als einziges Kind des englischen Immigranten Arthur Woodward und der gebürtigen Schottin Margarett Burns geboren. 1938 heiratete er Irja Pullman, mit der er zwei Töchter hatte. Aus seiner zweiten Ehe (ab 1946) mit Eudoxia Muller, einer Technikerin, die er bei Polaroid kennenlernte, gingen ein Sohn und eine Tochter hervor.

## Wissenschaftliche Laufbahn
Von 1933 bis 1937 studierte er Chemie am Massachusetts Institute of Technology in Cambridge/Massachusetts und schloss dort 1937 (20-jährig) mit der Promotion ab. Anschließend arbeitete er kurzzeitig an der Universität Illinois. Im selben Jahr wechselte er an die Harvard University; zunächst als Postdoktorand und ab 1944 Assistant Professor.
Im Jahr 1944 entwickelte er in Zusammenarbeit mit William von Eggers Doering die erste formale Chinin Totalsynthese.
1950 wurde er an der Harvard University Full Professor und blieb dort bis zu seinem Lebensende. Seit 1963 leitete er darüber hinaus das von der Ciba-Geigy AG finanzierte Woodward Forschungsinstitut in Basel, Schweiz.

## Wissenschaftliche Bedeutung
Woodward war einer der bedeutendsten Naturstoffsynthetiker des 20. Jahrhunderts. Woodward setzte als erster Chemiker systematisch physikalische Methoden, wie UV- und IR-Spektroskopie, zur Strukturaufklärung organischer Verbindungen ein. Eine andere bedeutende Leistung war die Anwendung der Elektronentheorie bei Reaktionsmechanismen zur Lösung struktureller und synthetischer Probleme.
Sehr komplexe Naturstoffsynthesen von organischen Molekülen stellten damals noch Neuland dar. Auf der Basis seiner hervorragenden Synthesen von Naturstoffen zwischen 1937 und 1950 folgten später viele weitere Wissenschaftler und bauten dieses Gebiet aus. Seine Synthesen plante er sehr sorgfältig, nutzte dabei in besonderer Weise als einer der ersten US-Chemiker die stereochemische und räumliche Konfiguration der Moleküle und verwendete Schutzgruppen. Er erkannte die Vorteile der Diels-Alder-Reaktion für stereoselektive Synthesen (z. B. Reserpin, Östron) sowie die Bedeutung der Claisen-Umlagerung, in der Folge entwickelte er 1965 zusammen mit seinem Mitarbeiter Roald Hoffmann die Woodward-Hoffmann-Regeln, die die Stereochemie der Produkte bestimmter organischer Reaktionen erklären. Für diese Arbeiten wurde Hoffmann 1981 der Chemie-Nobelpreis verliehen.
1965 wurde er mit dem Nobelpreis für Chemie für seine Arbeiten zur Synthese von Naturstoffen ausgezeichnet. Unter anderem forschte er zu Antibiotika und entwickelte Totalsynthesen von Chinin, Cholesterin, Cortison und andere Steroide (die erste Totalsynthese eines nicht-aromatischen Steroids etwa gleichzeitig mit Robert Robinson in England), Strychnin, Lysergsäure, Reserpin, Chlorophyll, Colchicin, Östron, Tetracyclin, Erythromycin, Prostaglandin, Cephalosporin sowie zusammen mit Albert Eschenmoser in den Jahren 1960 bis 1972 Vitamin B12.
Zahlreiche akademische Schüler von Robert B. Woodward erlangten einflussreiche akademische Positionen in der ganzen Welt.

## Ehrungen und Mitgliedschaften
Für seine wissenschaftlichen Arbeiten wurde Woodward mit zahlreichen Ehrendoktoraten, Ehrenmitgliedschaften und Preisen ausgezeichnet, darunter 1965 der Nobelpreis für Chemie und 1978 die Copley Medal der Royal Society. Er erhielt 1964 den ersten Robert Robinson Award. 1964 erhielt er die National Medal of Science, 1968 die Lavoisier-Medaille der französischen chemischen Gesellschaft, 1973 den Arthur C. Cope Award und 1959 die Davy Medal. 1970 erhielt er den japanischen Orden der Aufgehenden Sonne.
1948 wurde Woodward in die American Academy of Arts and Sciences gewählt, 1953 in die National Academy of Sciences und 1962 in die American Philosophical Society. Darüber hinaus wurde er 1968 zu einem Mitglied der Leopoldina gewählt, er war Mitglied der Académie des sciences, der Russischen Akademie der Wissenschaften, auswärtiges Mitglied der Royal Society und Ehrenmitglied (Honorary Fellow) der Royal Society of Edinburgh.
Die Woodward-Reagenz K ist nach ihm benannt.

## Trivia
Woodward war dafür bekannt, dass seine Vorlesungen durchaus drei oder vier Stunden dauern konnten und seine Seminare gingen häufig bis in die Nacht. In der Vorlesung verwendete er bunte Kreide in vielen Farben und er war auch dort Kettenraucher.